# Bałdrzychów (gromada)
Bałdrzychów – dawna gromada, czyli najmniejsza jednostka podziału terytorialnego Polskiej Rzeczypospolitej Ludowej w latach 1954–1972.
Gromady, z gromadzkimi radami narodowymi (GRN) jako organami władzy najniższego stopnia na wsi, funkcjonowały od reformy reorganizującej administrację wiejską przeprowadzonej jesienią 1954 do momentu ich zniesienia z dniem 1 stycznia 1973, tym samym wypierając organizację gminną w latach 1954-1972.
Gromadę Bałdrzychów siedzibą GRN w Bałdrzychowie utworzono w powiecie łęczyckim w woj. łódzkim, na mocy uchwały nr 32/54 WRN w Łodzi z dnia 4 października 1954. W skład jednostki weszły obszary dotychczasowych gromad Bałdrzychów (z wyłączeniem lasów państwowych) i Zagórzyce (z wyłączeniem kolonii Wydzierki, parcelacji Byczyna, wsi Byczyna i wsi Rąkczew) ze zniesionej gminy Poddębice powiecie łęczyckim oraz obszary dotychczasowych gromad Lipki i Pudłów Nowy (z wyłączeniem enklaw na terenie dotychczasowej gromady Pudłów Stary) ze zniesionej gminy Wierzchy w powiecie sieradzkim. Dla gromady ustalono 13 członków gromadzkiej rady narodowej.
1 stycznia 1956 gromada weszła w skład nowo utworzonego powiatu poddębickiego w tymże województwie.
1 lipca 1968 gromadę zniesiono, a jej obszar włączono do gromad: Praga (wieś Bałdrzychów, wieś i kolonię Busina, wieś Borki Lipkowskie, wieś Madajka, wieś Lipki, wieś Podgórcze oraz wieś Zagórzyce) i Wierzchy (wieś Nowy Pudłów) w tymże powiecie.